# 제30회 홍콩 영화 금상장
제30회 홍콩 영화 금상장은 2011년 4월 17일에 열린 시상식이다.

## 수상 및 후보

### 작품상
- 타뢰대 - 정사걸 외 1명 수상
- 검우강호 - 수 차오핑
- 두 번째 이야기 - 임초현
- 엽문 2 - 엽위신
- 적인걸: 측천무후의 비밀 - 서극

### 감독상
- 적인걸: 측천무후의 비밀 - 서극 수상
- 검우강호 - 수 차오핑
- 두 번째 이야기 - 임초현
- 엽문 2 - 엽위신
- 타뢰대 - 정사걸 외 1명

### 각본상
- 담배연기 속에 피는 사랑 - 맥희인 외 1명 수상
- 두 번째 이야기 - 오위륜
- 타뢰대 - 정사걸 외 1명
- 분수설애니 - 정단서
- 크로싱 헤네시 - 안서

### 남우주연상
- 두 번째 이야기 - 사정봉 수상
- 공자 - 춘추전국시대 - 주윤발
- 두 번째 이야기 - 장가휘
- 이소룡전 - 양가휘
- 크로싱 헤네시 - 장학우

### 여우주연상
- 적인걸: 측천무후의 비밀 - 류자링 수상
- 크로싱 헤네시 - 탕웨이
- 분수설애니 - 설개기
- 담배연기 속에 피는 사랑 - 양천화
- 드림홈 - 조시 호

### 남우조연상
- 타뢰대 - 테디 로빈 콴 수상
- 검우강호 - 왕학기
- 두 번째 이야기 - 요계지
- 적인걸: 측천무후의 비밀 - 덩차오
- 적인걸: 측천무후의 비밀 - 양가휘

### 여우조연상
- 타뢰대 - 소음음 수상
- 원스 어 갱스터 - 여안안
- 전성계비 - 장징추
- 크로싱 헤네시 - 주미미
- 크로싱 헤네시 - 바오치징

### 신인상
- 이소룡전 - 천환런 수상
- 엽문 2 - 두우항
- 핫 썸머 데이즈 - 정백연
- 안비타명 - 팽관기
- 엽문 3 - 두우항

### 촬영상
- 공자 - 춘추전국시대 - 포덕희 수상
- 검우강호 - 황영항
- 엽문 2 - 반항생
- 동풍파 - 관지요
- 적인걸: 측천무후의 비밀 - 진지영

### 편집상
- 엽문 2 - 장가휘 수상
- 검우강호 - 장가휘
- 두 번째 이야기 - 허위걸 외 1명
- 창왕지왕 - 궝취렁
- 적인걸: 측천무후의 비밀 - 구지위

### 의상&메이크업상
- 적인걸: 측천무후의 비밀 - 여가안 수상
- 공자 - 춘추전국시대 - 해중문
- 이소룡전 - 장세걸
- 정무문 : 100대 1의 전설 - 오리로
- 검우강호 - 와다 에미

### 무술감독상
- 엽문 2 - 홍금보 수상
- 타뢰대 - 위안더
- 적인걸: 측천무후의 비밀 - 홍금보
- 정무문 : 100대 1의 전설 - 견자단
- 검우강호 - 동위

### 영화음악상
- 타뢰대 - 테디 로빈 콴 수상
- 분수설애니 - 맥진홍
- 적인걸: 측천무후의 비밀 - 피터 캄
- 엽문 2 - 카와이 켄지
- 검우강호 - 피터 캄

### 주제가상
- 동풍파
- 공자 - 춘추전국시대
- 핫 썸머 데이즈
- 검우강호
- 사랑의 화법

### 음향효과상
- 적인걸: 측천무후의 비밀
- 엽문 2
- 정무문 : 100대 1의 전설
- 드림홈
- 두 번째 이야기

### 시각효과상
- 적인걸: 측천무후의 비밀
- 엽문 2
- 정무문 : 100대 1의 전설
- 드림홈
- 검우강호

### 아시아영화상
- 고백 - 나카시마 테츠야 수상
- 맹갑 - 유승택
- 천국에서의 일주일 - 왕 유린
- 산사나무 아래 - 장이머우
- 대지진 - 펑샤오강

### 신인감독상
- 원스 어 갱스터 - 장문강 수상
- 크로싱 헤네시 - 안서
- 주당일기 - 황국조